# Pavel Bajov
Pavel Petrovitch Bajov (en russe : Па́вел Петро́вич Бажо́в, né le 15 janvier 1879 (27 janvier dans le calendrier grégorien) à Syssert, dans l'Oural, mort le 3 décembre 1950 à Moscou), est un écrivain russe puis soviétique qui s'inspira de thèmes folkloriques et des contes de l'Oural,.

## Biographie
Pavel Bajov naquit dans une famille ouvrière instruite ; son père était maître d'atelier à Syssert. Il passa son enfance à Polevskoï à 50 km d'Ekaterinbourg. Après ses études secondaires, il entra au séminaire de Perm puis travailla comme instituteur à Ekaterinbourg et à Kamychlov. Comme beaucoup d'habitants de la région, il était gagné aux idées anti-monarchiques et ne put accéder à l'université. Il se maria avec Valentina Ivanitskaïa, une ancienne élève de l'école diocésaine où il enseignait le russe, et eut sept enfants. Sa femme fut sa muse pendant toute sa vie.
Bajov rejoint les rangs du Parti communiste de l'Union soviétique en 1918. Pendant la guerre civile, il se battit finalement du côté des rouges. Il devint ensuite journaliste et se mit à écrire des livres à propos de l'histoire de l'Oural ; il réunit et fait découvrir alors des récits et des contes de sa région natale. Son premier livre est édité en 1924.
Il publia son premier conte en 1936, puis dirigea en 1939 une maison édition spécialisée dans les contes de l'Oural et créée à son initiative.
Il publie en 1939 La Cassette de malachite (Малахитовая шкатулка), ainsi que de nombreux contes d'enfants, mais aussi des ouvrages sur la révolution et la guerre civile. Pour La Cassette de malachite (traduit en français sous le titre La Fleur de pierre), il reçoit le prix Staline de 2e classe en 1943. 
L'écrivain est aussi élu député du 2e et 3e Soviet suprême de l'Union soviétique.
Mort à Moscou, il est inhumé au cimetière Ivanovskoïe de Sverdlovsk.

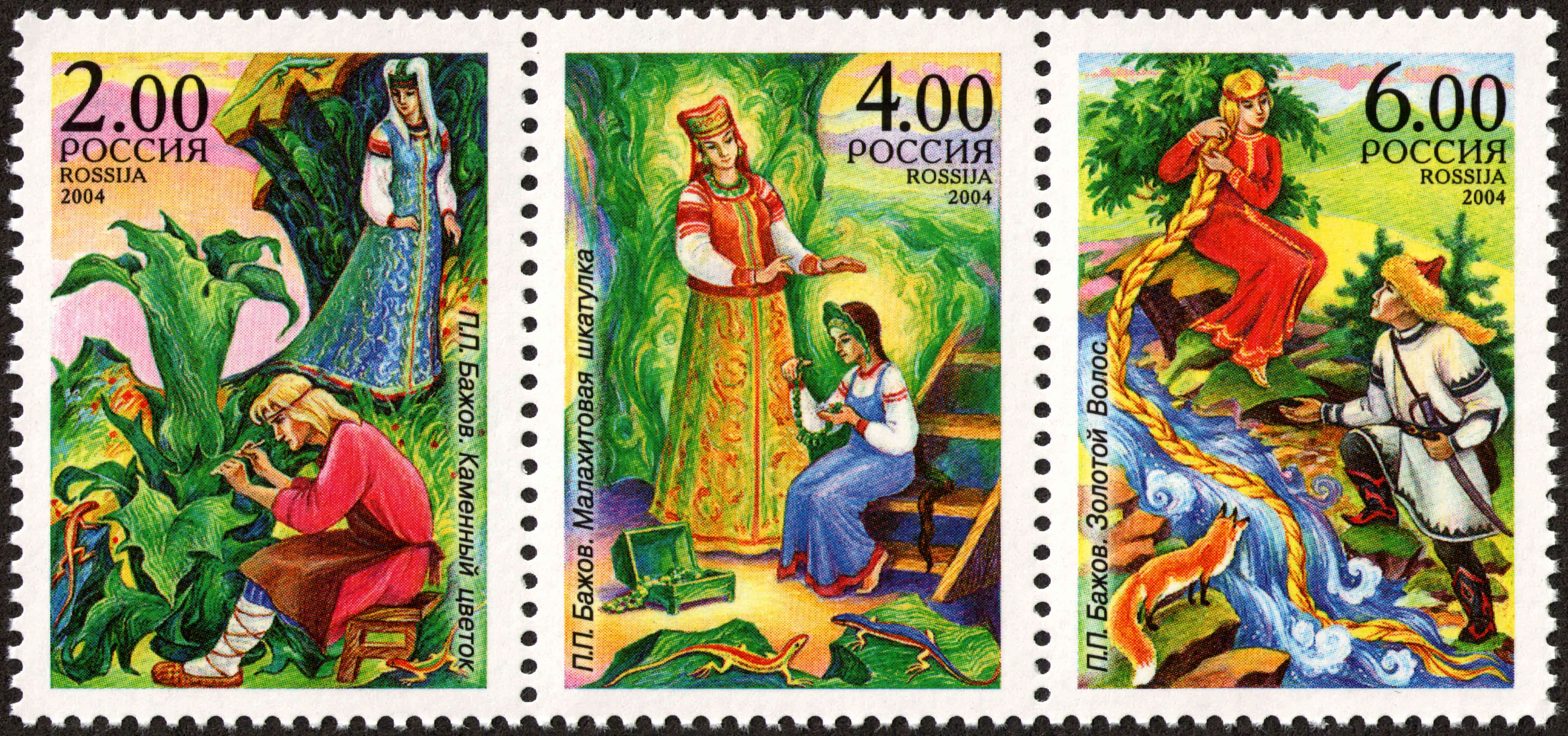
Timbres-poste russes (2004) illustrant trois Contes de l'Oural, de Pavel Bajov.

## Adaptations

### Théâtre
- 1944 : La Fleur de pierre, ballet de Alexandre Friedländer.
- 1950 : La Fleur de pierre, ballet de Serge Prokofiev

### Cinéma et télévision
- 1946 : La Fleur de pierre (Каменный цветок) film d'Alexandre Ptouchko inspiré de La Fleur de pierre, le film fut présenté au festival de Cannes 1946
- 1977 : Sabot d'argent (Серебряное копытце) dessin animé de Guennadi Sokolski